# Biston pustulata
Biston pustulata  är en fjärilsart som beskrevs av William Warren 1896. Biston pustulata  ingår i släktet Biston och familjen mätare, Geometridae. Inga underarter finns listade i Catalogue of Life.